# Wereldkampioenschap voetbal 2002 (Groep A) Frankrijk - Senegal
Deze pagina is een subpagina van het artikel Wereldkampioenschap voetbal 2002. Hierin wordt de wedstrijd in de groepsfase in groep A tussen Frankrijk en Senegal gespeeld op 31 mei 2002 nader uitgelicht. Frankrijk verloor de wedstrijd met 1-0 van Senegal.

## Voorafgaand aan de wedstrijd
- Frankrijk en Senegal speelden nooit eerder tegen elkaar.
- Op de FIFA-wereldranglijst van mei 2002 stond Frankrijk op de 1e plaats. Senegal stond op de 42e plaats.[1]

## Wedstrijdgegevens
| Datum                | 31 mei 2002                    | 31 mei 2002                    |
| Stadion              | Seoul World Cup Stadion, Seoel | Seoul World Cup Stadion, Seoel |
| Toeschouwers         | 62.561                         | 62.561                         |
| Scheidsrechter       | Ali Bujsaim                    | Ali Bujsaim                    |
| Assistenten          | Ali Al-Traifi Jorge Rattalino  | Ali Al-Traifi Jorge Rattalino  |
| Vierde man           | Felipe Ramos Rizo              | Felipe Ramos Rizo              |
| Man van de wedstrijd | El Hadji Diouf                 | El Hadji Diouf                 |
|                      | Frankrijk                      | Senegal                        |
| Doelpunten           | 0                              | 1                              |
| Gele kaarten         | 1                              | 1                              |
| Rode kaarten         | 0                              | 0                              |
| Wissels              | 2                              | 0                              |
| Schoten op doel      | 9                              | 5                              |
| Schoten naast doel   | 0                              | 0                              |
| Overtredingen        | 18                             | 22                             |
| Hoekschoppen         | 10                             | 0                              |
| Buitenspel           | 2                              | 11                             |
| Strafschoppen        | 0                              | 0                              |
| Balbezit (tijd)      | 0                              | 0                              |
| Balbezit (%)         | 59%                            | 41%                            |

| Frankrijk | 0 – 1                | Senegal |
| | doelpunten (assists) | 30' Papa Bouba Diop |
| Roger Lemerre | bondscoach           | Bruno Metsu |
| Fabien Barthez Bixente Lizarazu Patrick Vieira Youri Djorkaeff 60' Marcel Desailly Sylvain Wiltord 81' Thierry Henry Lilian Thuram Emmanuel Petit Frank Lebœuf David Trezeguet | opstellingen         | Tony Sylva Omar Daf Papa Malick Diop Aliou Cissé Khalilou Fadiga El Hadji Diouf Lamine Diatta Moussa Ndiaye Salif Diao Ferdinand Coly Papa Bouba Diop |
| Christophe Dugarry 60' Djibril Cissé 81' | wissels              | |
| Emmanuel Petit 45+2' | gele kaarten         | 51' Aliou Cissé |
| | rode kaarten         | |